# Fungal Diversity
Fungal Diversity – międzynarodowe czasopismo, które publikuje artykuły ze wszystkich dziedzin mykologii. Zakres obejmuje różnorodność biologiczną oraz systematyczną i molekularną filogenezę. Wszystkie artykuły są recenzowane. Fungal Diversity jest oficjalnym czasopismem Kunming Institute of Botany Chińskiej Akademii Nauk z siedzibą w Chinach. Wszystkie artykuły w tym czasopiśmie są publikowane online i można je cytować za pomocą stałego DOI.
Pod względem współczynnika wpływu,  Fungal Diversity zajmuje 4. miejsce na liście 10 najlepszych czasopism w zakresie nauk rolniczych i biologicznych. 